# 伊拉克陆军
伊拉克陆军（阿拉伯语：القوات البرية العراقية），也称为伊拉克军队（阿拉伯语：الجيش العراقي），是伊拉克军事重要的一部分。直到7月14日革命，伊拉克陆军都被称为伊拉克皇家陆军。 目前的总司令为卡西姆·穆罕默德·萨利赫中将。
现代的伊拉克陆军最初由英国在两次世界大战期间（当时英国实际上管控伊拉克）创建。伊拉克战争后，伊拉克陆军按照美军的模式进行重组，并获得了美国大量的军事援助。由于战后国内的叛乱，伊拉克陆军最初被设计为一支反叛乱部队。 2010年美军撤退后，国内的安全负责全权交由伊拉克军队负责。 据《纽约时报》的报道，2004至2014年期间，美国援助了伊拉克军队25亿美元（$250,000,000,000），用于军队的训练和武器。伊拉克从国库中给予的开销可能比美国还多。
伊拉克陆军在打击伊斯兰国（ISIS）的行动中与人民动员进行了广泛的合作。